# EWA IId
Die EWA IId war eine Tenderlokomotivreihe der Schneebergbahn, von der sie über die Eisenbahn Wien-Aspang (EWA) zu den ÖBB kam.
Die SchBB besaß drei Lokomotiven dieser Serie, die die Namen „WR. NEUSTADT“, „FISCHAU“ und „GRÜNBACH“ sowie die Nummern 1–3 trugen. Alle drei Maschinen wurden 1896 von der Wiener Neustädter Lokomotivfabrik gebaut. Im Jahre 1919 wurden sie in das Bezeichnungsschema der EWA als Reihe IId mit den Nummern 25–27 übernommen.
Als die BBÖ im Jahre 1937 die Eisenbahn Wien–Aspang im Pachtbetrieb übernahmen, erhielten die Maschinen dieser Reihe keine BBÖ-Nummer. Die Deutsche Reichsbahn allerdings ordnete sie 1938 als 88.7201–7203 ein. Die 88.7203 wurde bereits 1939 ausgemustert, die 88.7201 ging 1948 an die UdSSR, die 88.7202 schließlich wurde 1955 zur ÖBB 188.01. Sie schied 1960 aus dem Bestand aus.